# 박종근 (1937년)
박종근(朴鍾根, 1937년 2월 5일 ~ )은 대한민국의 기업인 출신 정치인이다. 15대 자민련 국회의원으로 시작하여, 16대부터 18대 국회에 이르기까지 4선 국회의원을 지냈다. 

## 학력
- 1949년 대구수창국민학교 졸업
- 1952년 대륜중학교 졸업
- 1955년 경북고등학교 졸업
- 1961년 서울대학교 경제학 학사
- 1969년 워싱턴주립대학교 대학원 국제경제학 석사

## 경력
- 조흥은행 행원
- 경제기획원 경제협력국
- 경제기획원 외자계약심의관
- 경제기획원 경제기획관
- 경제기획원 예산심의관
- UN인간환경회의 정부대표
- IECOK총회 및 정부경협사절단 대표
- ADB 연차총회 정부대표
- 세계은행(IBRD) 년차총회 정부대표
- 호주 자원협력위원회 정부대표
- 해직공무원(국보위) 복직투쟁위원회 부위원장
- 국가안전기획부 경제정책실장(1급 관리관)
- 금성사(LG전자) 전무
- (주)대경 컴퓨터 회장
- 대륜 중·고등학교 총동창회 부회장
- 대구교육대학 기성회장
- 대구 볼링협회 고문
- 대구자기부상열차 유치위원회 공동위원장
- 한국에너지재단 이사장

## 의정활동
- 제15·16·17·18대 국회의원(4선,대구광역시 달서구 갑)
- 과학기술·정보통신·산자·정무위원회 위원
- 통일외교통상·예산결산특별위원회 위원
- 예산결산특별위원회 간사위원
- 경제구조개혁 및 실업대책 특위 위원
- 2002년 월드컵등 국제경기지원 특위 위원
- 미래전략특위·전자민주주의 연구회 위원
- 지역경제활성화를 위한 연구회 위원
- 중소·벤처기업포럼, 韓·中 포럼 회원
- 섬유산업연구회 간사위원
- 재정경제·재정세재·미래정책 연구회 위원
- 공적자금운용실태규명을 위한 국정조사특위 위원
- 국가경쟁력과 통일전략연구회 대표의원
- 예산결산특별위원회 계수조정소위 위원장
- 통일외교통산위원회 위원
- 2011년 대구육상선수권대회 유치특위위원장
- 재정경제위원회 위원장
- 기획재정위원회 위원
- 서민금융활성화 및 소상공인 지원포럼 대표의원
- 국제경기지원특위 위원장
- 18대 후반기 국회 외교통상통일위원회 위원

## 정당 활동
- 이회창총재 경제특보
- 정책실장·정책위 부의장
- 세제개혁·실업대책특위 위원
- 공적자금 국정조사특위 위원장
- 선대위 대구발전공약개발 위원장
- 한나라당 시·도당위원장회 회장
- 예산결산특별위원회 위원장
- 한나라당 대구시당 위원장
- 친박연대 최고위원

## 상훈
- 1971년 대한민국 근정포장(경제개발계획수립 유공표창)

## 논문 및 저서
- 한국의 수입극수
- 한국의 경제운용기조 - 자유화의 물결을 타자
- 한국의 국제수지 전망
- 구조조정과 감독기능

## 저서
- 《구조조정과 감독기능》(2004년 법률SOS)

## 역대 선거 결과
|  | 38.84% |

|  | 60.26% |

|  | 59.74% |

|  | 49.80% |